# Агнес Бургундська (герцогиня Аквітанії)
Агнес Бургундська (бл. 995–1068, Сент) — герцогиня Аквітанії в шлюбі з Вільгельмом V і графиня Анжу в шлюбі з Жоффруа II Мартелом. Регентка Аквітанського герцогства під час малоліття її сина протягом 1039—1044 років.

## Життєпис
Належала до Іврейської династії. Дочка графа Бургундії Оттон-Вільгельма та Ірментруди де Русі.

### Перший шлюб: герцогиня Аквітанії
1019 року вийшла заміж за герцога Вільгельма V Аквітанського, від якого мала троє дітей: сини Вільгельм VII і Вільгельм VIII (обидва — герцоги Аквітанські і графи Пуату), а також дочка Агнес, імператриця Священної Римської імперії. Вільгельм помер 31 січня 1030 року, залишивши Агнес удовою з трьома малими дітьми, а також своїми  трьома дітьми, що залишилися живими, від перших двох шлюбів. Бувши одруженою з Вільгельмом, робила багато пожертв абатству Клюні.

### Другий шлюб: герцогиня Анжу
Після смерті чоловіка втратила свій вплив при дворі Пуатьє, оскільки її сини не були спадкоємцями. Щоб повернути собі становище та забезпечити майбутнє своїм дітям, знову вийшла заміж. Другим чоловіком 1032 року став Жоффруа II Мартел; це був вигідний союз, оскільки його батьком був впливовий Фульк III, граф Анжуйський.
1033 війська Жоффруа вторглися в Пуату за підтримки Агнес. Вігельма VI, герцога Аквітанського, нового графа Пуату, в березні взято в полон. Його звільнено тільки 1036 року після великого викупу, він помер бездітним 1038 року. Потім графство повернулося до його брата, пасинка Агнес Одо, який уже був герцогом Васконським. Він пішов війною проти Агнес, її чоловіка та синів. Одо убито в битві при Мозе.
Наступним графом Пуату став її син П'єр, який прийняв ім'я Вільгельма VII. Через надто юний для самостійного правління вік, від 1039 до 1044 року територіями від його імені правила його мати. Після цього переїхала до Жоффруа в Анжу і, хоча й не брала активної участі в уряді, безумовно мала на нього певний вплив.
Агнес і Жоффруа жили в Німеччині при імператорському дворі, тому її дочка Агнес змогла вийти заміж за Генріха III, імператора Священної Римської імперії. Супроводжувала дочку та її чоловіка до Італії, де папа Климент II коронував імператора та імператрицю. Після паломництва в Монте-Гараньо пара 1047 року повернулася в Пуату, де вони заснували монастир Сент-Марі-де-Дам. Між 1047 та 1049 роками заснувала монастир Святого Миколая в Пуату.
Агнес і Жоффруа розлучилися між 1049 та 1052 роками. Причина неоднозначна: найлогічнішою версією розлучення є відсутність дітей; також рада Реймсу 1049 року засудила деякі шлюби як кровозмішувальні і визнала їх розлученими. Також невідомо, хто саме став ініціатором розлучення.

### Пізнє життя
Повернулася до двору Пуатьє та свого сина Гільома, на якого мала значний вплив. Незабаром розпочалася війна між Анжу та Пуату, в якій її колишній чоловік Жоффруа 1053 року здобув перемогу. 1058 року Вільгельм вирушив на нову війну проти свого колишнього вітчима, ймовірно тому, що Жоффруа передав посаг Агнес своїй новій дружині Адельгейді. Вільгельм майже переміг, проте 1058 року раптово помер від дизентерії.
Йому успадкував його брат Гвідо, який прийняв династичне ім'я Вільгельм VIII. Молодий граф був близьким до Жоффруа, оскільки той був єдиним батьком, якого він знав. Він помирився з Анжу, проте перемир'я тривало лише за життя Жоффруа, а після його смерті Вільгельм без вагань напав на його спадкоємців і 1062 року заволодів Сентонжем. Агнес, попри поважний вік, все ще була дуже активною і подорожувала по всьому Пуату, роблячи пожертви монастирям, або просто щоб відвідати сина при дворі Пуатьє. 1062 року зі своєю дочкою-імператрицею звернулися до папи Олександра II з проханням про апостольський захист монастиря Святого Миколая в Пуату.
Померла 10 листопада 1068 року і похована монастирі, який заснувала.